# 水野まりえ
水野 まりえ（みずの まりえ、9月20日 - ）は、日本の女性声優。東京都出身。81プロデュース所属。

## 略歴
A&Gアカデミー第7期生。2011年5月1日より81プロデュース所属。
2020年1月1日より、芸名を「水野 麻里絵」から「水野 まりえ」に改名。

## 人物
趣味・特技はものまね、裁縫。

## 出演
太字はメインキャラクター。

### テレビアニメ
2011年
- SKET DANCE（不良）
- 戦国乙女〜桃色パラドックス〜（兵A）
- メタルファイト ベイブレード シリーズ（2011年 - 2013年、少年、選手、バイトB、ブレーダーD 他） - 2シリーズ

2012年
- カードファイト!! ヴァンガード アジアサーキット編（フェリックス・ラウ）
- デュエル・マスターズ ビクトリーV（キュウ作）
- 爆TECH!爆丸（2012年 - 2013年、日ノ出春晴） - 2シリーズ
- バクマン。3（アシスタント）
- ぴっちぴち♪しずくちゃん（ポー君）

2013年
- がんばれ貞子ちゃん THE 3D ANIMATION（柳原ミノリ、湿気田タケシ）
- クレヨンしんちゃん（2013年 - 2024年、園児B、ニワトリB、雅代、店員D、イガグリ）
- 東京レイヴンズ（女教師、呪捜官たち、オペレーター女性、生徒）
- ドラえもん（テレビ朝日版第2期）（2013年 - 2015年、子ども、男子A、女の子、のっぺらぼう）
- ビーストサーガ（町の女A、町の人）
- ポケットモンスター ベストウイッシュ シーズン2（生徒たち、メリープ、ロトムたち、ゲンガー） - 2シリーズ

2014年
- ディーふらぐ!（モブ子）
- となりの関くん（ロボット〈子〉）
- ヒーローバンク（豪勝カイト〈代役〉）
- フューチャーカード バディファイト（2014年 - 2018年、未門牙王、跳躍忍者 猿飛、牙王の先祖、ドラゴン、カオス牙王） - 5シリーズ
- 弱虫ペダル GRANDE ROAD（2014年 - 2015年、御堂筋の同級生、小学生男子）

2015年
- コトリサンバ（ママ）

2016年
- マギ シンドバッドの冒険（少年）

2018年
- フューチャーカード 神バディファイト（2018年 - 2019年、ガルキャット / 忍キャット / マジキャット）
- メジャーセカンド（南陽ライオンズ 千葉拓巳）

2019年
- ゾイドワイルド（子供）

2020年 
- ブレーカーズ（優希）
- 魔術士オーフェンはぐれ旅（2020年 - 2023年、ボルカン） - 4シリーズ

2023年 
- 不滅のあなたへ（メサール〈少年〉）

### 劇場アニメ
- リトルウィッチアカデミア 魔法仕掛けのパレード（2015年、トーマスの仲間）

### OVA
- ハヤテのごとく!（2014年、轟次郎） - 単行本41巻OVA付き特別版
- マギ シンドバッドの冒険（2014年、少年） - 単行本3・4巻OVA付き特別版

### Webアニメ
- 40周年だよ!! コロコロオールスター小学校（2017年、未門牙王）
- ベイブレードバースト ガチ（2019年 - 2020年、草葉タカネ）
- 爆丸アーマードアライアンス（2020年、ブローラー2）
- みにヴぁん ら〜じ（2021年 - 2022年、セルカ[21]、女性ファンたち） - 2シリーズ

### ゲーム
2010年
- ザックとオンブラ まぼろしの遊園地（子供）

2014年
- 幕末Rock（三太）
- 幕末Rock 超魂（町娘）

2015年
- フューチャーカード バディファイト 友情の爆熱ファイト!（未門牙王）
- 戦国アスカzero（柿崎景家）

2016年
- DYNAMIC CHORD feat. apple-polisher（末永歌奈）

2017年
- フューチャーカード バディファイト 目指せ!バディチャンピオン!（未門牙王）
- Blackish House←side Z（羅々）

2018年
- フューチャーカード バディファイト 誕生!オレたちの最強バディ!（未門牙王）

2019年
- ゴシックは魔法乙女〜さっさと契約しなさい!〜（屠竜の右死虹、屠竜の左死虹）

### ドラマCD
- 霧雨が降る森 ドラマCD 一粒目の雨（子どもの霊[23]）

### ラジオCD
- ラジオCD フューチャーラジオ バディファイト Vol.1

### オーディオブック
- コワモテの巨人くんはフラグだけはたてるんです。（2021年、不々動悟道、柴滝夏灯 他[24]）

### 吹き替え
- キャプチャー・ザ・フラッグ 月への大冒険!（マイク・ゴールドウィング）
- ティモシーの小さな奇跡（ロッド・ベスト）
- 根の深い木 〜世宗大王の誓い〜（クンジ / 忠寧太君）
- ムーンライズ・キングダム（デルーガ）

### ラジオ
- 智一・美樹のラジオビッグバン（文化放送、2006年 - 2007年）第6期BGP
- 地上5センチのアンチヒーロー（NHK-FM、2021年1月30日）

### 舞台
- ことだま屋本舗「EXステージ×コミックファイア」『新米オッサン冒険者、最強パーティに死ぬほど鍛えられて無敵になる。』（2021年3月6日、フリード）

## ディスコグラフィ

### キャラクターソング
| 発売日 | タイトル              | 名義                                                      | 楽曲                      | タイアップ                                                          |
| 2015年 | 2015年                | 2015年                                                    | 2015年                    | 2015年                                                              |
| ------ | --------------------- | --------------------------------------------------------- | ------------------------- | ------------------------------------------------------------------- |
| 1月7日 | バディバディBAAAAAN!! | 未門牙王（CV：水野麻里絵）＆もりしー（大盛爆役 森嶋秀太） | 「バディバディBAAAAAN!!」 | テレビアニメ『フューチャーカード バディファイト』オープニングテーマ |